# Věra Lejsková
Věra Lejsková, rozená Králová (* 1. října 1930 Žeravice) je česká klavíristka, hudební pedagožka a publicistka.

## Životopis
Vystudovala hru na klavír na brněnské konzervatoři a v roce 1966 také na Janáčkově akademii múzických umění. Vyučovala na domovské konzervatoři a vedle sólových vystoupení hrála zejména v duu se svým manželem Vlastimilem Lejskem. Roku 1978 s ním založila Mezinárodní Schubertovu soutěž pro klavírní dua.